# Владимир Икономов (кмет на Дупница)
Владимир Георгиев Икономов е български либерал, кмет на Дупница.

## Биография
Владимир Икономов е роден през 1869 година в Дупница, тогава в Османската империя. Баща му е видния дупнишки възрожденец Георги Икономов. Владимир Икономов се занимава с кожухарство и продажба на тютюн. Член е на Народнолибералната партия и като такъв е избран за кмет на Дупница през 1904 година. Разделя градоустройствения план на града на 8 квартала, започва строежа на училищата „Христаки Павлович“, „Отец Паисий“ и „Неофит Рилски“. Умира през 1916 година.